# AWAKE (L'Arc〜en〜Cielのアルバム)
『AWAKE』(アウェイク) は、日本のロックバンド、L'Arc〜en〜Cielの10作目のアルバム。2005年6月22日発売。発売元はKi/oon Records。

## 解説
前作『SMILE』以来約1年3ヶ月ぶりとなる10枚目のスタジオ・アルバム。
本作には、2005年にアルバムに先行して発表したシングル「Killing Me」「New World」「叙情詩」の表題曲や、2004年6月に発表した「自由への招待」の表題曲を含めた12曲が収められている。なお、本作のマスタリングは、前作『SMILE』に引き続き、U2の『ポップ』やニルヴァーナの『ネヴァーマインド』のマスタリングを務めたエンジニアであるハウィー・ウェインバーグ（Master Disk）が担当している。
このアルバムは、L'Arc〜en〜Cielのスタジオ・アルバムとしては過去最多の収録曲数かつ過去最長の収録時間の作品となっている。前作までのスタジオ・アルバムの収録曲数は、人間の集中力が持続する時間を考慮し、10曲もしくは11曲にすることが基本だったが、本作では初めて12曲が収録されている。tetsuyaは、今回収録曲数を増やした経緯について「12曲でもダレずに聴かせられるようになったから」と語っている。また、hydeは「俺らレコード世代ですから、アルバム1枚に10曲っていうのに結構こだわりがあったんですけど。でもね、考えてみたら、実際にメンバーみんなが聴いてるのも、もうすでにほとんどがCDだったりして。やっと10枚目にして、時代の波に合わせたといえる（笑）」と発売当時のインタビューでコメントしている。
ちなみに本作は、前作『SMILE』に続き海外でもリリースされている。また、日本でのリリースから約3ヶ月後の2005年9月20日には、ソニー・ミュージックエンタテインメントがアメリカ向けに設立したレーベル、Tofu Recordsから米国盤がリリースされている。この米国盤にはボーナストラックとして、13曲目に「HEAVEN'S DRIVE (live at Yoyogi National Stadium June 26, 2004)」が収録されている。

### 背景とコンセプト
L'Arc〜en〜Cielにとって久々のライヴツアー「SMILE TOUR 2004」を経て、本作の制作が開始された。こういった背景もあってか、今後開催するライヴを想定し、演奏して映える楽曲を手掛けようという意識でアルバム制作が行われている。hydeは、今回の楽曲制作の方向性について「L'Arc〜en〜Cielっていうバンドで、どういう曲を出したらカッコイイかなぁとかいうのを念頭に置きながら、曲を作ったんですけど。あとはやっぱり…ライブで盛り上がる曲がいいなとか。そういう気持ちで作っていきましたね」「ライブで盛り上がるような曲を作りたいな〜。って、みんなもなんとなくあったみたい」と述べている。kenは「去年『SMILE』のツアーのあと、ボルチモア（米国）でライブをやって、日本に帰ってきて1ヶ月ぐらい作曲期間があったのかな。でも、その間にS.O.A.P.（＝SONS OF ALL PUSSYS）の武道館があったり…って、ライブが続いていたし、それ以前からの流れもあるけど、"ギターを一所懸命弾く"みたいなモードでやってた時期だったから。爆音で聴いて気持ちいい曲というものを、自然に作ってたかなとは思う」と述懐している。
また、本作においてhydeが手掛けた詞世界は、＜愛と平和＞がひとつのテーマとなっている。そのため、hydeの中にある反戦や平和といった思想、そして現代社会のあり方に対する思いがリリックに多く反映された作品に仕上げられている。本作発売当時のインタビューで、音楽ジャーナリストの鹿野淳に「なぜこのテーマに惹かれたのか」と聞かれた際、hydeは「無償の愛に気づいたからじゃないですかね、めちゃくちゃ臭いっすけど（笑）。無償の愛、そういう存在があるっていうことを知って、もうそれ以外の言葉を歌にするのは凄くつまらなかったっちゅうか。次のアルバムではまた違うテーマに興味が出て来るんだろうけど、今は本当にそれ以外に興味がないんですよね」と理由を語っている。また、hydeは、内省的なリリックが多くなった背景について「深く自分を突き詰めていくと、そこしかなったんですよ、もう。それ以外のテーマは、すごく自分の中でリアリティがないというか、くだらなく感じて。書いてても全然感動しないし、うそを書いてる気がしちゃう。なんか絵空事で、自分の中に言葉として響かないんです。響く曲をなるべくつくりたいなと思ってたから、それ以外に響くものがあれば、当然それに向かって書いたと思うんですよ。でも今回は、それ以外が感性に響かなかった」と述べている。余談だが、本作の制作が本格的に始まった2004年9月の約1年半前に、アメリカを中心とした有志連合がイラクに軍事侵攻したイラク戦争が勃発している。
ちなみにhydeは、"芸術の力"や"音楽の力"と言われるような時代や心理を変えていく意識で今回の作詞作業をしていたわけではないと述べている。hydeは「そこ（芸術の力）に関しては俺はどこか冷めてますよ。芸術が世界に対して何かをできるっていうことは俺にはあんまりわかんない。（中略）…ただ、言わずにいられなかったっていうだけ」「押し付けがましいものは何もないんです」と本作発売当時のインタビューで語っている。また、hydeは「べつにこのアルバムを聴いてもらったからって、世界が変わるなんてね、これっぽっちも思ってないけど。そんな、音楽にそこまで力があるっていうのが俺にはわかんないから。そういう運動とかあるみたいだけど。なんか、なにもそんな、信じられるものなんてないっていうか。今までだってそんなことやってきてるはずだし。でも、それによってなにか変わったかっていうのは、俺はリアルにはわかんないから。でも、うーん、言わずにいれなかったって感じかな。そういうベースがあるからこそ、"叙情詩"も、悲しい詞と思えば悲しい詞になるし、その中で存在してる永遠の愛っていうのは、すごく悲しいと捉えられる。やっぱりヴォーカリストがちゃんと詞を書いて歌を歌うっていう行為は、一番リアルだと思うんですよ。人が書いた詞を歌うっていうのは、やっぱりその人の感性を代弁してるっていう感じだから。それが悪いって意味じゃないけど」と述べている。なお、kenは本作の印象について「お手紙みたいな気分」と表現している。
こういった背景があり、本作はこれまでにL'Arc〜en〜Cielが発表してきたアルバムと比べ、ひとつのテーマに沿った歌詞がのせられたコンセプチュアルな作品となった。hydeは、今回自身が手掛けた歌詞の世界観について、「自分の中で考えることが一つだったっていうのがあるかもしれないですね。精神的なものに、一つのテーマっていうか、一貫したものがありました」「コンセプトアルバムではないけど、僕は方向的には同じところを目指してたから。だから枝葉は違うけど、幹は一緒みたいな感じかな」と本作発売当時のインタビューで述べている。

### 録音作業と音楽性
『AWAKE』の録音作業は、2004年9月頃から翌2005年4月頃まで行われており、先行シングル3作品のレコーディングを挟みながらアルバムが制作されている。また、アルバムに向けた曲作りは、2004年7月31日にアメリカ・ボルチモアにあるファースト・マリナー・アリーナで開催した「Live in USA」の公演終了直後から開始したという。なお、今回の制作では、個人での曲作りの期間をかなり長めにとっていたという。hydeは今回の曲作りを振り返り「レコーディングの準備期間とかも長くとってたし、発売日も未定で作り出したんで。結構のんびりしたスタートだったというか。のんびり…っていうより、より時間をかけたって印象かな。だから、それぞれから曲もいっぱい集まった」と述べている。ちなみにtetsuya曰く、本作のレコーディングに向けた選曲会では各メンバーから合計20曲ほどのデモが提出されたという。なお、tetsuyaは本作発売当時のインタビューで、集まったデモ音源を聴いたときに感じた思いについて「今回みんな本当にいい曲だよねって思いましたね。それはとても嬉しかった」と述べている。そして前述の期間中に制作された楽曲に、2004年6月に発表した「自由への招待」を加えアルバムが完成している。余談だが、本作をレコーディングするタイミングで、2005年7月に発表されることになったシングル「Link」の収録曲も録音作業が行われている。
また、本作の制作では、従来のレコーディングに比べ、バンド4人でリハーサルを重ねる期間も長くとったという。さらに、アルバムに収録する楽曲を選曲する際は、各メンバーが制作したデモ音源を聴いて決めるのではなく、メンバー全員で候補曲を実際に演奏したうえで決定している。本作のレコーディングを振り返り、hydeは「選曲した後も、レコーディングまでにその曲をさらに煮詰めるって作業をまたしてたんで。結構、回りくどいと言えば回りくどい方法だったんで、結果的にちょっと時間がかかっちゃったんだけど。まぁ、たまにはいいんじゃないですかね、そういうのも。ホント、こんだけ、前準備に時間をかけたのは久々でしたからね」と語っている。ちなみにyukihiroは、今回のアルバム制作について「強いて言うなら『HEART』に近い」と述べている。このyukihiroの印象を踏まえ、kenはレコーディングを振り返り「前は曲を中心にしてL'Arc〜en〜Cielがつながっていたような部分を感じてたんだけど、今回は4人全員が作曲をした上で、L'Arc〜en〜Cielとして曲を吐き出してるっていう感触のほうが大きくなった。そういう意味では『HEART』は後者に近い…かな。曲ができたからこそ4人が固まってるっていう感じがあったのが『SMILE』だとしたら、今回は4人が固まっていた上で、作った曲を出すというか」と述べている。
本作の音楽性としては、L'Arc〜en〜Cielがこれまでに確立したポップ・ミュージックが基本にありながら、オルタナティヴ・ロックやポップ・パンク、インダストリアルなど、様々な要素が採り入れられている。ちなみに本作には、hydeに作曲クレジットが付いた楽曲が全12曲中6曲収録されており、hyde作曲の楽曲が最も多く収録されている。なお、hydeが作曲を手掛けた「My Dear」と「Ophelia」の2曲のデモ音源は、2001年にhydeがソロ名義で発表した1stアルバム『ROENTGEN』に収録することを想定し制作されており、ソロ名義で発表する次の作品のためにストックしていたものだったという。ただ、2003年以降、hydeのソロワークスが大きく音楽性を転換することになったため、同年発表の2ndソロアルバム『666』の方向性と合わないという理由により、この2曲は本格的なレコーディングが行われなかったという。その後、hydeがこの曲をL'Arc〜en〜Cielとして発表することを考え、選曲会に提出したという。このように、『ROENTGEN』の続編に収録する予定で原型を制作していたこともあり、この2曲には『ROENTGEN』のコンセプトである"家でゆったり聴ける音楽"の雰囲気が内包されている。ちなみにhyde曰く、『ROENTGEN』のレコーディングでは、自身が好んで聴いていたデヴィッド・シルヴィアンやスティーナ・ノルデンスタム、スザンヌ・ヴェガ、スティングといった、ジャズやアンビエント、ニュー・ウェイヴ、アート・ロックなど、バンドとして作ってきたロック以外に傾倒した音源制作を目指していたという。今回L'Arc〜en〜Cielの選曲会にこの2曲を提出したことについて、hydeは「作曲ノルマが足らなかったから裏技を使った」と述べている。hydeはその理由について「まぁ言い訳すると、自分の中での判断基準が昔とは全然違うところに来てるなっていう気がしてます。昔だったらもっと下のレベルで曲出してたなぁっていう…当時は精一杯作ってるつもりだったんですけど、自分の作った曲に対してディレクションができてなかった。曲の良い／悪いについての自分の中における判断のレベルが低かったというか…今考えるとそう思うんですよね。どうしてこの状態で曲を出してたんだろうな？って思うし。―― まぁそういう曲は当然ボツになってたんですけど、ラルクの中ではね。今はそれをみんなに提出する前に、自分で判断できるようになってるんですよ。ソロをやった時に、判断を自分でできないと曲を発表できないし製作できなかったんで、そういう部分が自分に備わって来たんだと思う。…うん、それが大きいっすね。だから今って、曲作ってても"ああ、これじゃダメだ"って自分でボツばっかり出しちゃって、なかなか提出する曲ができないんです（笑）。作るのが遅くなったというより、判断基準が高くなってるから、その分また曲ができなくなったという謎の迷宮に入ってる感じです（笑）」と語っている。
また、前作『SMILE』から引き続き、今回もリフ中心でギターが構築されている。本作に収録された楽曲のギターアプローチについて、kenは「他のメンバーの曲も重ねて成り立たせるような感じにしようかなっていうアイディアよりも、ギターもリフっぽくというか、1本でガッツリ弾くようなアレンジを好むというか、キーボードの量を減らすような方向の意見が出ていたから。たとえば「Killing Me」なんかもそうだったし。だから自分の思ってた部分もあるし、他のメンバーからの要望でそうなっていった面もある」「リフものが多かったぶん、自分が思ってるところよりも一段低い位置でギターの音を作っていって、それを弾く、という感じだったから。わりとキラキラした感じの音色のものを足すことは少なかったかも」と語っている。また、kenは今回の機材選びについて「アレンジを煮詰めていくときに欲しい音っていうのが大体は決まってきてる。そのときに、前だったらシングル・コイルとマーシャルっていう基本の中に収まってたけど、今回の曲から要望されるものに、そこからはみ出る部分っていうのがあって。たとえば「AS ONE」とかも、今までとは違うセッティングじゃないと、この曲が活きないなって、もうそこから思い始めたりしてた」と述べている。さらに本作では、yukihiroのドラムのサウンド・アプローチで変化を感じることができる。これまでyukihiroはシャープでスピード感がありながらもキット感を出すため、比較的キックの音量を控えめにしていたが、今回はスネアとキックの音がこれまでよりも大きくなっている。こういったドラムのサウンド作りの変化に伴い、tetsuyaのベースの音量にも変化があったという。今回、ベースの音量をこれまでよりも小さめにしたことについて、tetsuyaは「ベースの音量については、『SMILE』からそうかもしれないですね。前はキックがあまり出てなかったんで、その分ベースを上げてたんで」と述べている。
kenは本作を発売した後に受けたインタビューの中で、前作『SMILE』を制作して以降、音楽を作るうえで一種の迷いが生まれていたことを示唆している。kenはインタビューの中で「考えなくてもいいんだろうけど、音楽っちゅうのは…うーん、何て言うかな、音楽のメディアとしてのパワーの置きどころがわかんなくなってきたんですよね。最近の音楽って、ビートがグリッドにそってきてると思うんですよ。ピアノとかもグリッドに合わせて弾ける人が増えてきてるから、だからコンピレーション・アルバムとかを買っても、バンドごとにビートが変わらないんですよね。上ものだけがひょろひょろ変わってるだけ。で、録り音も似てきているような気がする。だから音楽ってもう前に進むっていうよりも、ぐるぐる廻り始めてんじゃないかなって気がしたんですね。"いいねぇ"って言われてるものを聴いても、その枠の中に留まってるように感じ始めて。ということは、音楽の進化っていうのはもうここら辺でぐるぐる廻るのかなぁと。で、アカデミックとかカジュアルとかいろんな側面の音楽があるけど、僕にとっての音楽はカジュアルにふと聴く、ビートもカジュアルに取り入れるっていうところに落ち着いてきたのかな…なんて思ってたんですよ。（中略）例えば、エレキギターでエフェクターがあって、デジタル・レコーディングでどうのこうので、サンプリングがあってどうのこうので…って技術が進んで行ってる中で、なんか技術のわりにカジュアルさ加減がないというか、みんな一つのところに収束しちゃってる気がするんですよ」と述べている。そしてkenは、本作を制作するにあたっての心境について「やっぱり"そこにどう個性を足すのか"ということが、自分がするべきことなんじゃないかなと思ったんですね。音楽の中に自分の特色があるとか、その音楽を自分がやる意味があるとか…それしか音楽を進める道はないんじゃないかって思った。そこで自分の中に出てきたのが、"一生懸命"っていうことだったんです。…うん、俺はそこに行きましたね。"俺にできることはこれだ"って思いました。カジュアルにイエーイ！って聴いてもらう曲だが、しかし一生懸命弾く、それによって＜ゴージャスな気分になれるような瞬間がある音楽＞を作る ―そういう感覚を一番重要視してたかもしれない」と語っている。
なお、ken曰く、本作を制作する前にカーペンターズやブラック・サバスを聴き直していたという。これが音楽活動に対する姿勢を前向きにさせる一つの要因だった示唆している。kenは、これまでの自身の作曲姿勢からの変化について「今までは"これがカッコいい"とかそういう気持ちでやってたんですけど。もっと誠意があった上でのカッコよさが欲しいなぁと。…あの、カーペンターズを聴いたんですよ、久しぶりに（笑）。凄えなと思って。アレンジの詰め方のカッコよさもあるんだけど、誠意が詰まってるように聴こえてきて。で、ブラック・サバスを聴いてもそういうふうに感じて（笑）。ヘヴィにすりゃカッコいいからってヘヴィにしてるんじゃなくて、誠意でヘヴィにしてるみたいに聴こえちゃって。こりゃあ俺らもそういうのがいっちょ欲しいなあと」と語っている。また、kenは「アルバムの曲だしをやってる頃、最初はまだ血じゃない部分に目が向いて脳みそがぐるぐる回ってて。それが（2004年）9月くらい。で、やってるうちに、そんな姿勢でやってると面白くないなと思って。じゃあ面白くするにはどうしたらいいんだ？って漠然と考えてる時に、ぽっとカーペンターズが聞こえて。"ああ、この人達は売れたけど、きっと売れるために歌ってたんじゃねぇなあ"って聞こえちゃったんですよ。だから俺も自分の根本となるところを確認して、その気持ちでやんないといけないなというか、じゃないとつまんなくなるぞと。そういうふうに脳みそバッと切り替えた瞬間からは、100％runできたんです」と述べている。さらにkenは、2004年にL'Arc〜en〜Cielとして久々にライヴツアーを行ったことも志向の変化に繋がったと示唆している。本作発売当時のインタビューにおいて、kenは「音楽を作ってその先はって言ったら聴き手っていうところなんですけど。ラルクでちゃんとツアー回ってアメリカ行ったりして、大きな仕掛けのこともやって。そうやって活動しようっていう時に、派手に遊ぶには誠意がないと帳尻が合わない気がして。今まで自然にやってたであろうことだけど、そこにもっと誠意を詰め込んだらもっと遊べんじゃないかなぁと。…っていうことかな。やっぱライヴとかで聴きに来てる人の顔を見たっていうのは大きいかもしれない」と語っている。
本作に収録された楽曲にのせられた歌詞は、前述のようにhydeの思う＜愛と平和＞をテーマにしたものが多い。歌詞を書いていたときの心境について、hydeは「（『AWAKE』の詞を書いている間）いろんな感情はあったんですけど、基本的には"人間の愚かさ"みたいなものが凄く鼻に付いたんですよね。その愚かさを作ってるのも、自分を含めての今までの人の歴史であったり。当然いいことも山ほどあると思うんですけど、どうしても改善し切れない部分があるというか。それはどうすることもできない人間の本性なのかもしれないけど、そういう状況の中、これから生まれくる生命がそれを見るのが可哀想だなと思った。…そういう気持ちがメインかな」「あきらめの中で目指す方向っていうか。たぶんオレはこのまま死んでいくだろうけど、変わんねぇよっていう開き直った生き方よりも、そういう状況でありながらも、こうあってほしいなと思いながら死ぬ。その方が、まだ夢があるじゃないですか」と述べている。また、hydeは「"自分もその悪魔の一員なんだな"って思いながら書いてましたよ。俺、別に綺麗ごとだけを書いたつもりはなくて。ここには"僕自身も悪魔なんだ"ってことも含まれてるつもりで書いてたから。僕は神様でも何でもなくて。自然に悪いことはいっぱいしてると思うし、やっぱりどこか隣の火事は面白いっていうところはあるし。で、そういう少しの悪魔が集まって集団になることによって世界は動くんだろうなぁって気はちょっとしますね。小さい悪魔な部分が、人が集まることによって凄く巨大な悪魔になっちゃうのかもしれないなぁ…とか思いながら書いてました」と語っている。
本作の出来栄えについて、hydeはアルバム発売後のインタビューで「人がどう捉えるのかわかんないけど、よくこんな内容の曲が世の中に流れてるなと思う。（歌詞の本質を）ちゃんと理解してるのは俺だけかもしれないけど…インタヴューとかラジオだと、あんまり深く言うのが嫌なんでラヴ&ピースって簡単に言っちゃうけど、僕の描いている世界観―― 戦争のことを中心に持ってきてたり宗教的だったりするような楽曲、それがテレビの歌番組とかで流れてるのが不思議だなっていうか、こういう曲が今の日本で流れてるのは異質な感じがする。最近だとミスチルが一番近い世界観だなと思うんですけど、他の人達はメインが恋愛とかだったりするじゃないですか」「ラルク アン シエルの曲はキャッチーだから、パッと聴きの耳障りは悪くないと思うんですけど、深い部分で今回のは全然異質な曲だと思う。で、以前よりもどんどん現実化しているところ―― 抽象的なところはそんなに変わってないかもしれないけど、リアルな感じになってきてるところが、より異質な感じがするんですよね。きっと俺の世界観がリアルになればなるほど、より異質なものになって行くと思う」と述べている。余談だが、hydeは本作の内省的なテーマをより深化させた作品として、2006年に3rdソロアルバム『FAITH』を制作している。

### アルバムタイトル、アートワーク
アルバムタイトルは従来通り、収録曲の作詞を一番多く手掛けたhydeが名付けている。アルバムタイトルの『AWAKE』は『目覚め』を意味しており、これはhydeの「本当の愛に目覚めてほしい」という想いから付けられている。
アルバムタイトルを決めた経緯について、hydeは「本当にいちばん大切なのは、自分の家族のこととか、愛とかだと思うんですよ。本当に、誰しもがそうだと思う。でも、ついつい、いちばんじゃないもの…例えば、お金、とかね。そういうのをいちばんに考えちゃって、仕事をしちゃうとか。そういうところの矛盾にね、最近気がついたというか。今までも、漠然とはそういう気持ちはあったけど、そこにリアリティーがまったくなくて。自分ではリアルだと思ってたけど、今ほどリアルではなかったんだよね。でも今はなんか...すごく怖いなと思う」「（自分の思いを次の世代に）残して伝えるっていうのは、今んとこちょっと僕には、リアリティーがないんですけど。ただ、すごくかわいそうだなって思っちゃうわけ。今の子たちは、俺たちなんかよりも、もっと重いものを背負っていくんじゃないかなとか、もっと危険な状態で未来に希望を持たずに生きていくんじゃないかなとか。そういうことのほうが、リアルかな。人間って、過去のことなんてすぐ忘れちゃうし。例えば、ちゃんとこういうことがあったんだよって、そんなのさんざん教科書で習ってきたけど、それが反映されてると思えないんですね。だから僕にとっては、そういうのは全然リアルじゃない。ただ、気づくってことは、まだ誰もしてないんじゃないかなって気がして。みんながね、その"いちばん大事なものに気づく"っていうこと。それがリアルなんじゃないかって。そういう思いは、ちょっとあったかな。で、タイトルが『AWAKE』になりました」と述べている。
また、hydeは本作発売当時のインタビューで、タイトルに込めた想いについて「やっぱり自分が死んだあとも世の中は続いていくわけだから、その世界が幸福であってほしいじゃないですか。自分の世代では結果は得られないかもしれないけど、そういう結果しか現在の進む道はないっていうことに早く気づいて、違う方向に行ってほしいなぁって」「人間がいなければ世界は平和なんて寂しいじゃない？」と述べている。
ジャケットの表側のアートワークには、1998年に発表したアルバム『HEART』以来5作ぶりにL'Arc〜en〜Cielのメンバーの姿が登場している。また、ジャケットの表面右上にはピースマーク（鳥の足跡を逆さにしたようなシンボル）が描かれている。このマークは、2005年にアルバムを引っ提げて行われたライヴツアー「AWAKE TOUR 2005」のステージセットに回転装置として設置されている。なお、本作のジャケットデザイナーは、L'Arc〜en〜Cielの作品のアートワークを多く手掛けている写真家、デザイナーのモート・シナベルが担当している。

### ライヴツアー
L'Arc〜en〜Cielは、レコーディング期間中となる2004年12月25日に行われた所属事務所主催のライヴイベント「天嘉 参 -DANGER III-」に出演しており、翌2005年1月に発表するシングル「Killing Me」の表題曲をサプライズ披露している。
そしてL'Arc〜en〜Cielは本作発売の後、アルバムを引っ提げ、2005年7月28日にライヴ「AWAKE TOUR 2005前夜祭「今夜奇跡が起きる!?」」を開催している。このライヴは、ファンクラブ会員限定公演となっており、オールスタンディングで1,000人というキャパシティで行われている。ちなみに、この前夜祭の模様は、公演から約16年後となる2021年11月26日に、同年に開局30周年を迎えたテレビ局、WOWOWとバンドのコラボレーション企画「WOWOW×L'Arc〜en〜Ciel 30th L'Anniversary Special Collaboration」の一環で放送されている。この単発ライヴを終えた後、2005年8月6日から同年8月31日にかけてライヴツアー「AWAKE TOUR 2005」を開催している。このツアーは、アルバムのコンセプトである反戦や平和といった、hydeの思想に沿ったテーマで演出が組まれている。また、hydeはこの公演の序盤で黒い軍服、中盤で白い司教服のような衣装を着用している。そして終盤ではそれらを脱ぎ捨ててシャツ1枚で歌唱している。なお、hydeは最初に軍服を着用したことについて、「軍服を着たのは着こなすためじゃない。脱ぐために着た」とコメントしている。ちなみにこのツアーでは、2005年7月に発表するシングル「Link」の収録曲も披露されている。
上記ツアーを終えた後、L'Arc〜en〜Cielは2005年9月3日から同年9月25日にかけてアジア3都市（ソウル、上海、東京）を巡るライヴツアー「ASIALIVE 2005」を敢行している。なお、このツアーは、L'Arc〜en〜Cielとしては初めて、日本以外のアジアの国での公演を含んだライヴとなっている。このアジアツアーを振り返り、hydeは「待ってたんだなぁっていうのがね、凄く伝わります。ずっと以前からね、ファンの方々が大勢いらっしゃるっていうのは分かってはいたんですけど。海を越えてやることっていうのはやっぱり様々な問題があったりして、なかなか実現できなかったんですけど、そういう待ってたっていうのは凄く伝わってきて。ひとつひとつが悲鳴に近い感じでしたよね、歓声が」と語っている。また、yukihiroは「始まる前に…まぁメンバーが出ていく時ですね、その前にS.E.…オープニングの曲とかがかかったときの声援みたいなものが凄いなと思いましたね」と述懐している。余談だが、L'Arc〜en〜Cielの初公演ということもあり、ソウル、上海の空港には出待ちをしている大勢のファンがいたという。空港でのエピソードを振り返り、hydeは「最初はちょっと（ファンに）ニコッってしたんですけど、その後はもうね、バーゲン会場にいる主婦のような状況になってましたね」「こっちの仕切りが出来てなかったみたいなところで。いきなり俺の手をつかんでイベンターの人が走り出しまして、いや、俺が走るとファンの子も走るじゃん。だからもう、運動会みたいになって、空港の中が。道間違えたりしながら車のほう向かうんで、ほんとにどっか、"だれか死ぬなぁ、俺かなぁ"みたいな（笑）」「ふだんは（メンバーが）くっつくと、"なんだよ"みたいな感じなんだけど（笑）。もういろんな状態になってましたけど…L'Arc〜en〜Ciel…たぶん結成してから一番団結力が高まった瞬間でもありましたね（笑）」と述べている。また、kenは「到着ロビー着いた瞬間は大丈夫で。（出待ちの数が）200人ぐらいだって聞いてたんですね。"200人だろ？メンバー4人だろ？ひとり50人だったら何とかなるぜ"って言ってたら、そんなことなくて。無力を感じましたよね（笑）」と述懐している。なお、このツアーの裏側の模様は、2005年12月22日にテレビ朝日系列で放送された特別番組『密着! L'Arc〜en〜Ciel ASIALIVE 2005』にて放映されている。
一連のライヴを終えたL'Arc〜en〜Cielは、約1年の間、ソロ名義もしくは別バンド（hyde→ HYDE、ken→ Ken, SONS OF ALL PUSSYS、tetsuya→ tetsu, Creature Creatureサポート、yukihiro→ acid android）を主軸とした活動を展開している。そして、2006年11月25日・26日にバンド結成15周年を記念しライヴ「15th L'Anniversary Live」を開催し、久々にバンドメンバーが集結している。その後、2007年1月からアルバム制作に向けた曲出し会を開始し、11thアルバム『KISS』のレコーディングに取り掛かっていくこととなる。

### リリース形態
フィジカルは、通常盤（CD）の1形態で発売されており、初回限定仕様は、紙製デジパック、スーパーピクチャーレーベル仕様となっている。
また、フィジカル発売に合わせ、レコード会社直営フルなどの各種着うたフル配信サイトにてダウンロード配信されている。2012年11月7日には、ソニー・ミュージックエンタテインメントがiTunes Storeに参入したことに伴い、日本においても配信が開始され、ほぼ全ての音楽配信サイトにてダウンロード販売が解禁された。
2014年10月22日には、本作を含めたアルバム全12タイトルのハイレゾリューションオーディオ音源が各種音楽サイトで配信された。このハイレゾバージョンでは、内田孝弘（FLAIR）によるリマスタリングが行われている。また、2019年12月11日には、Spotify、Apple Musicをはじめとした各種サブスクリプションサービス（定額制音楽配信）にて、この日までに発表したL'Arc〜en〜Cielの全楽曲のストリーミング配信を全世界で一斉解禁している。
2022年5月18日には、本作を含めた過去に発表したアルバム作品を、メンバー監修の下でオリジナルマスターテープを使いリマスタリングしたボックス・セット『L'Album Complete Box -Remastered Edition-』が発表されている。この作品に収録されたリマスタリングアルバム『AWAKE（Remastered 2022）』では、ランディ・メリル（Sterling Sound）によるリマスタリングが行われている。ちなみにこのリマスタリングアルバムは、フィジカル発売と同日にダウンロード配信（ハイレゾリューションオーディオ音源含む）およびストリーミング配信が開始されている。
| リリース       | タイトル                | 規格                                                                              | マスタリング・エンジニア                 | 備考 |
| -------------- | ----------------------- | --------------------------------------------------------------------------------- | ---------------------------------------- | --- |
| 2005年6月22日  | AWAKE                   | - CD - ダウンロード配信                                                           | ハウィー・ウェインバーグ （Master Disk） | - 日本の他、アジア各国でもCDを販売 - 2005年9月20日には、Tofu Recordsから米国盤がリリースされている。なお、米国盤にはボーナストラックとして「HEAVEN'S DRIVE (live at Yoyogi National Stadium June 26, 2004)」が収録されている - シングル表題曲として発表された「自由への招待」「Killing Me」「New World」「叙情詩」は過去に配信開始済（いずれもシングルバージョンを配信済） |
| 2014年10月22日 | AWAKE                   | - ハイレゾリューションオーディオ配信                                              | 内田孝弘（FLAIR）                        | - |
| 2019年12月11日 | AWAKE                   | - ストリーミング配信                                                              | ハウィー・ウェインバーグ （Master Disk） | - |
| 2022年5月18日  | AWAKE (Remastered 2022) | - CD - ダウンロード配信 - ハイレゾリューションオーディオ配信 - ストリーミング配信 | ランディ・メリル （Sterling Sound）      | フィジカルはボックス・セット『L'Album Complete Box -Remastered Edition-』に収録 |

## 評価

### 批評
- 音楽ジャーナリストの宇野維正は『ROCKIN'ON JAPAN』のレビューにて、「自分を取り巻く世界と調和しながら、いつだって前向きに、毎日を建設的に生きているような人間に限って、実はアイロニーにまみれた下種なニヒリストだったりする。逆に、自分を取り巻く世界といつも摩擦を起こしながら、周りから見ると心配になるくらい自分のことを粗末にして破滅的に生きているような人間に限って、実はとてつもなくピュアでロマンティストだったりする。ラルクというバンドの「人格」に僕が持っているイメージ＝幻想は常に後者のような「人格」であり、自分がこれまでラルクにヤられてきたのはそんな欲望に対してピュアで潔癖なまでに理想主義的なところだった。だから今回、hydeの口から「今作のテーマは反戦」という言葉が出てもまったく驚くことはなかった[34]」と綴っている。また、宇野は前作『SMILE』と本作を比較し、「『SMILE』がラルクの肉体を取り戻すためのリハビリだとすると、『AWAKE』はラルクの精神のルネッサンスだ。その精神の根本はまったく不変だが、同時にここでは新しく再生した欲望と理想が鳴っている。今のラルクには、こんなにも愛が溢れている[34]」と批評している。- ロッキング・オン『ROCKIN'ON JAPAN』（2005年7月号）
- 音楽評論家の小野島大は『WHAT's IN?』のレビューにて、「結成14年目のバンドの10枚目のオリジナル・アルバムというより、"New World"に突入して生まれ変わった新人バンドのデビュー・バンドなのだと思える。いつになく清々しい気持ちで聴き終えることができた。期待以上の傑作と言える[35]」と評している。また、小野島は、本作の肝となる楽曲として"New World"をあげている[35]。"New World"に関し、小野島は「これまで耽美で陰影のある楽曲に個性を発揮してきた彼らにしては、いつになくストレートでポジティブなパワー・ポップ度が高い楽曲と感じたわけだが、それがダークでヘビーなインダストリアル路線を持ち味とするyukihiroの楽曲であるのが、今ラルクの状態の良さを示している。すでにベテランと言っていい彼らから、このように開放的で力強く、新鮮で溌剌とした曲が生まれてきただけで、このアルバムの成功は保証されたようなものだ[35]」と綴っている。- ソニー・マガジンズ『WHAT's IN?』（2005年7月号）
- 音楽ライターの能地祐子は『WHAT's IN?』のレビューにて、本作について「この先バンドの歴史がもっと長くなったときにも、過去を振り返れば"『SMILE』以前／以降"の区切りというのは、非常に重要なポイントとして語られ続けるだろう。前作『SMILE』を最初に聴いたときに浮かんだキーワードは"覚醒"。が、まさにその言葉がタイトルとなった本作を聴けば、前作は"覚醒の予兆"とでも言うべき段階にあったのかとさえ思う[36]」と綴っている。また、能地は本作に収録された楽曲について「野蛮なグルーヴを冷徹なまでの理性で完遂するロックンロールから、英国的シンフォニック・サウンドと日本情緒的湿気を巧みに融合させるバラッドまで。多彩な楽曲が、孤高のジャンルに内包されてひとつの宇宙を構築している[36]」と表現している。- ソニー・マガジンズ『WHAT's IN?』（2005年7月号）
- 音楽ライターの鬼頭隆生は『タワーレコード』のレビューにて、本作を「突き抜けたロックンロールからスロウな交響曲、インダストリアルといったいままでにない振幅の広さや、一本筋を通した＜色彩＞が力強く全編に響く[37]」「前作でひさびさに動き出したバンドが、ここにきてさらに結束を固めて加速し続ける姿がはっきりとわかる。特にhydeの迷いのなさ、確固たる存在感は＜覚醒＞というタイトルにこそふさわしい佇まいだ[37]」と評している。- タワーレコード『TOWER No.194』（2005年7月20日発行号）

### チャート成績
- 発売初週の2005年7月4日付のオリコン週間アルバムチャートにおいて、2001年に発表したベストアルバム『Clicked Singles Best 13』以来4年3ヶ月ぶり、スタジオ・アルバムとしては前々作『REAL』以来4年10ヶ月ぶりとなる6作目の週間首位を初登場で獲得している[1]。さらに、同年度のオリコン年間アルバムチャートでは年間39位を記録している。

## 収録曲
| #         | タイトル             | 作詞      | 作曲           | 編曲                          | 時間  |
| --------- | -------------------- | --------- | -------------- | ----------------------------- | ----- |
| 1.        | 「New World」        | yukihiro  | yukihiro, hyde | L'Arc〜en〜Ciel, Hajime Okano | 4:06  |
| 2.        | 「LOST HEAVEN」      | hyde      | ken            | L'Arc〜en〜Ciel, Hajime Okano | 4:36  |
| 3.        | 「叙情詩」           | hyde      | ken            | L'Arc〜en〜Ciel, Hajime Okano | 5:10  |
| 4.        | 「TRUST」            | hyde      | tetsu          | L'Arc〜en〜Ciel, Hajime Okano | 4:29  |
| 5.        | 「Killing Me」       | hyde      | hyde           | L'Arc〜en〜Ciel, Hajime Okano | 4:01  |
| 6.        | 「AS ONE」           | hyde      | hyde           | L'Arc〜en〜Ciel, Hajime Okano | 3:44  |
| 7.        | 「My Dear」          | hyde      | hyde           | L'Arc〜en〜Ciel, Hajime Okano | 5:09  |
| 8.        | 「EXISTENCE」        | hyde      | ken            | L'Arc〜en〜Ciel, Hajime Okano | 4:08  |
| 9.        | 「自由への招待」     | hyde      | tetsu          | L'Arc〜en〜Ciel, Hajime Okano | 3:59  |
| 10.       | 「Ophelia」          | hyde      | hyde           | L'Arc〜en〜Ciel, Hajime Okano | 5:09  |
| 11.       | 「星空」             | hyde      | hyde           | L'Arc〜en〜Ciel, Hajime Okano | 5:36  |
| 12.       | 「twinkle, twinkle」 | ken       | ken            | L'Arc〜en〜Ciel, Hajime Okano | 5:12  |
| 合計時間: | 合計時間:            | 合計時間: | 合計時間:      | 合計時間:                     | 55:19 |

| #         | タイトル                               | 作詞      | 作曲           | 編曲                          | 時間  |
| --------- | -------------------------------------- | --------- | -------------- | ----------------------------- | ----- |
| 1.        | 「New World - Remastered 2022」        | yukihiro  | yukihiro, hyde | L'Arc〜en〜Ciel, Hajime Okano | 4:07  |
| 2.        | 「LOST HEAVEN - Remastered 2022」      | hyde      | ken            | L'Arc〜en〜Ciel, Hajime Okano | 4:36  |
| 3.        | 「叙情詩 - Remastered 2022」           | hyde      | ken            | L'Arc〜en〜Ciel, Hajime Okano | 5:10  |
| 4.        | 「TRUST - Remastered 2022」            | hyde      | tetsuya        | L'Arc〜en〜Ciel, Hajime Okano | 4:29  |
| 5.        | 「Killing Me - Remastered 2022」       | hyde      | hyde           | L'Arc〜en〜Ciel, Hajime Okano | 4:01  |
| 6.        | 「AS ONE - Remastered 2022」           | hyde      | hyde           | L'Arc〜en〜Ciel, Hajime Okano | 3:45  |
| 7.        | 「My Dear - Remastered 2022」          | hyde      | hyde           | L'Arc〜en〜Ciel, Hajime Okano | 5:09  |
| 8.        | 「EXISTENCE - Remastered 2022」        | hyde      | ken            | L'Arc〜en〜Ciel, Hajime Okano | 4:08  |
| 9.        | 「自由への招待 - Remastered 2022」     | hyde      | tetsuya        | L'Arc〜en〜Ciel, Hajime Okano | 3:59  |
| 10.       | 「Ophelia - Remastered 2022」          | hyde      | hyde           | L'Arc〜en〜Ciel, Hajime Okano | 5:09  |
| 11.       | 「星空 - Remastered 2022」             | hyde      | hyde           | L'Arc〜en〜Ciel, Hajime Okano | 5:36  |
| 12.       | 「twinkle, twinkle - Remastered 2022」 | ken       | ken            | L'Arc〜en〜Ciel, Hajime Okano | 5:12  |
| 合計時間: | 合計時間:                              | 合計時間: | 合計時間:      | 合計時間:                     | 55:21 |

## 楽曲解説
1. New World　
  - 作詞: yukihiro / 作曲: yukihiro, hyde / 編曲: L'Arc〜en〜Ciel & Hajime Okano

2005年4月に26thシングルの表題曲として発表された楽曲。
ブレイクビーツを採り入れたストレートな8ビートのギターロック。作詞・作曲を手掛けたyukihiroは、この曲の制作イメージについて「8ビートの速い曲っていうのは僕、避けてたんですよ。ずっとそれだけは避けてた。自分がやってきたバンドにおいても、そういう曲がメインになるバンドが多かったんで。自分は"そういうのばっかりがメインじゃつまんないなあ"と思ってた部分があったから、こういうテンポの8ビートの曲は避けてたんですね。でもなんか、"やりようによってはカッコいい曲ができるんじゃないかなあ"っていうのもあったかな…何だろう、今のラルクで、こういうギターのリフで持って行く8ビートの曲、装飾なしの曲っていうのをやってみたかったって感じですね[38]」と述べている。こういった志向に至ったのは、yukihiro曰く、レーベルメイトであるASIAN KUNG-FU GENERATIONの楽曲を聴いたことがきっかけだったという[39]。シングル発売当時に受けたインタビューにおいて、yukihiroは「アジカン、カッコいいなと思って。（中略）"ああいう曲、書けねえかな"と思って。ポップで自由な曲、という意味ですけど[39]」と語っている。
この曲の制作過程では、作曲者であるyukihiroの意見を踏まえ、yukihiroが手掛けたサビ部分のメロディをhydeが根本から変更している。hydeがサビ、yukihiroがそれ以外を手掛けたことにより、L'Arc〜en〜Cielの楽曲としては初めてyukihiroとhydeの合作クレジットとなった[注 3]。ちなみにhydeが作り直したサビは、yukihiroが制作した当初のサビと比べてキーが異常に高く、hydeは「もうビックリするぐらいキーが高くて、自分で自分の首を絞めたっていう（笑）[40]」とコメントしている。
また、この曲では、yukihiroが演奏する生のドラムがリズムを刻む一方、ブレイクビーツが随所に採り入れられている。この曲のリズムアプローチについて、yukihiroは「ブレイクビーツを入れるということを最初から決めてたんで、それをカッコ良く聴かせるには打ち込みと生ドラムの共存が必要だろうなと思って[41]」「最初にブレイクビーツ―― 打ち込みのほうのリズムを作ったんですけど、その時からもう生ドラムを考えながらやってました[41]」と語っている。
さらに、この曲のギター録りにおいてkenは、珍しく同じようなフレーズを2本のギターで弾いており、ギターサウンドに厚みを出すアプローチを採り入れている[6]。kenはダブリングした経緯について「今までL'Arc〜en〜Cielでは、ダブル…左右同じことを弾いて、音の壁にするっていうやり方は、避けてきたんだよね。こっちでアルペジオを弾いてるんだったら、こっちは違うメロディーを置くとか、絶対同じものにはならないようにしたいなと思ってて。けど、『SMILE』のころからは曲のテイストとかで、そういうふうにしたほうが映える曲が出てきた感じもしたんで。『SMILE』のとき、ちゃんと同じダブルにしたものはほとんどなかったと思うけど、今回は同じものを2つ弾こうと思って、実際そうした[6]」「（この曲は）基本2本のダブル。そこにオブリみたいなのが入ったり、クリーンみたいなのが入ったりっていうだけで、ずっと弾いてる基本は2本[6]」と語っている。ちなみにこの曲のレコーディングでは、開放の音を弾かないようにするためカポタストを使用しているが、ライヴで演奏する際は使用していない[42]。
さらに、この曲の2サビ以降の間奏では、kenによるギターソロではなく、tetsuyaのベースソロパートが入っている。なお、この曲の弦楽器は全て半音下げチューニングとなっているが、ライヴでこの曲を披露する際はレギュラーチューニングに変更し演奏されることが多い。
歌詞は、タイアップが付いたことを踏まえたうえでyukihiroが手掛けている。作詞を担当したyukihiro曰く、スタッフから「前向きな詞を書いて[43]」というリクエストがあり、この要望を反映させたリリックが綴られている。yukihiroはタイアップやシングル化が決まる前から歌詞を書き進めていたというが、yukihiro曰く、当初の歌詞は「突き当たって終わってしまう[43]」イメージだったといい、前述の要望を踏まえ、前向きな歌詞に書き直している。歌詞のイメージについて、yukihiroは「（前の歌詞は）ぶつかって砕けて終わるっていう感じだったんですけど。でもこれは、"ぶつかって、突き抜けていく"って感じですね[43][44]」「（自分は）音楽の雰囲気としてはそういう（壊していく）ものがやっぱり好きだし、退廃的であることが好きですけど。だからといってネガティヴに考えて後ろ向きになってるわけじゃなくて（笑）。そういうネガティヴから突き抜けていくっていうか、そういうもので攻撃していくっていう姿勢が好きなんです[45]」「現実からもっと突き抜けたいっていうことですよね。だから、どんな現実も気にしないところまで行けたら気持ちいいんじゃないかなあっていう感じで。何が現実で何が夢だ、とか空想だとかそういうことすらどうでもいいようなところがあれば、すごい気持ちがいいんだろうなっていうような感じです[46][47]」と語っている。
また、歌詞の冒頭の＜此処に在る確かなリアリティー＞というフレーズについて、音楽雑誌のインタビューで聞かれた際、yukihiroは「それは自分自身のことだと思ってもらっていいんじゃないですかね。僕なら僕の感じ方とか考え方、そういうものが自分にとってのリアリティなんで、人それぞれでいいと思うんですけどね[46]」と述べている。なお、hydeは、yukihiroが手掛けた歌詞の印象について「もっと小難しい歌詞になると思ったら、そうでもなかったので、意外といえば意外。すごく前向きだなと思った[48]」と語っている。
2. LOST HEAVEN
  - 作詞: hyde / 作曲: ken / 編曲: L'Arc〜en〜Ciel & Hajime Okano

陰影に富んだブルージーなメロディとファンキーに跳ねるリズムが特徴的な楽曲[49]。作曲者を担当したken曰く、この曲に対して抱いていたイメージは、レッド・ホット・チリ・ペッパーズだったという[49]。ちなみにyukihiroも、kenからそのイメージを聞かされる前から、この曲に前述のバンドを重ねていたという[49]。この曲のドラムアプローチに関し、yukihiroは「レッチリみたいなリズムが跳ねるドラムプレイを意識した」「レッチリ好きの日本人が、あそこまでファンキーにはなれないけど…、っていう感じでやるとこうなるっていう[50]」と語っている。また、tetsuyaはベース録りを振り返り「曲的にちょっとブルージーなにおいがしたんで、あんまり土くさくならないように心がけました[50]」と述べている。ちなみに、鍵盤編曲作業には、前作『SMILE』に収録された「Coming Closer」の編曲作業にも参加した菅原弘明に加え、作曲者であるkenが参加している。
歌詞は、映画『劇場版 鋼の錬金術師 シャンバラを征く者』のエンディングテーマへの楽曲提供依頼を受け、hydeにより書き下ろされている。映画に使われるにあたり、作詞を担当したhydeは「作品の中身にリンクする内容にしたい」と思っていたという。こういったhydeの思いもあり、同映画の監督を務めた水島精二やスタッフと話し合ったうえで作詞作業が進められている。hyde曰く「エンディングテーマソングとして使われるから、答え合わせじゃないけど、物語を象徴するような雰囲気が欲しいというような話があった[51]」といい、映画の内容を総括したような歌詞が手掛けられている。
ちなみにhydeは、前述の映画の脚本だけでなく、映画の前に放送されていたテレビシリーズもすべて観賞したという[52]。作詞作業を振り返り、hydeは「詞を書く前に一応（アニメの）内容を知っておこうかなって思ったんですよ。でも実際にDVDを見たら、ちょっと自分のテーマとリンクしているところもあったりして号泣しちゃって（笑）。だから、アニメの世界だけを言葉にするつもりはなかったけど、かなり影響を受けてますね[53]」と語っている。余談だが、yukihiroはhydeと同様にテレビアニメを観賞していたが、映画を観るのが楽しみだったため、今回あえて映画の脚本は見なかったという[54]。
この曲の歌詞のテーマについて、hydeは「"楽園"というのは"人それぞれの楽園"であって、"たったひとつの楽園っていうのはない"ということ」と述べている[51]。
ちなみにこの曲は、2005年に開催したライヴツアー「ASIALIVE 2005」の後の公演において、長きにわたり演奏されていなかったが、2022年に開催したバンド結成30周年を記念して開催したライヴ「30th L'Anniversary LIVE」で約17年ぶりにライヴ演奏されている。
余談だが、2006年6月11日開催のアニメイベント「Sony Music ANIME FES.'06」の中で実施された、アニメ・映画『鋼の錬金術師』に関連する最後の公式イベントで「赤い花束企画」が行われている。これはイベント来場者がアニメ制作関係者へ赤い花束を贈るもので、この曲の歌詞にある＜一つの終焉に赤い花束を＞というフレーズにちなんだ企画となっている。
3. 叙情詩　
  - 作詞: hyde / 作曲: ken / 編曲: L'Arc〜en〜Ciel & Hajime Okano

2005年5月に27thシングルの表題曲として発表された楽曲。
クラシカルなイントロからモダンな16ビートに展開するミディアムナンバー[36]。作曲を担当したken曰く、2004年に開催したライヴツアー「SMILE TOUR 2004」終了後の作曲期間中に、この曲のデモを制作したという[55]。デモ制作を振り返り、kenは「時々、"hydeのこういう声を聴きたいな"という気分で書く時があるんですね。これも、そういう曲です。本人の好みと合ってるかどうかはわかんないけども、自分の中ではhydeのこの声を聴きたいっていうのがあって[56][57]」「メロディをギターとオーボエで入れたので雰囲気の南国っぽい部分とクラシックっぽい部分が出来て[58]」と述べている。また、この曲のデモは、ken曰く、ギターを使わずキーボードでコードなどを打ち込んで作り始めたという[55]。kenは、この曲のデモ制作のアプローチについて「キーボードで作る時は、自分はコードをぽーんと弾くことくらいしかできないので、メロディとかコードとかを打ち込みながら作るんですね。そういう作り方をすると、メロに細心の注意を払いながら曲を作ることができるんですよ[59][55]」「本当にたまーになんですけど、始めた瞬間にできちゃう曲っていうのがあるんすね。最近、携帯電話を活用してるんですけど、携帯電話に鼻歌で1フレーズ入れといて（笑）。それを聴いて聴き取れる時はそこから曲を作るみたいなこともやってるんです（笑）。そういう時もあれば、本当に楽器を持った時に最後までできちゃう曲とかもあるんですよ。で、「叙情詩」は後者のほう。キーボードで打ち込み始めた瞬間に、そんなに悩まずに最後までできちゃった感じですね[55]」と語っている。
また、シングル発売当時のインタビューにおいて、kenは「一時期、何聴いても新鮮味が感じられなくて、全部同じに聴こえてしまってた頃があって。で、クラシックを聴いたんですよ。そしたら脳味噌が動き出した[57]」「クラシックは、昔からちょこちょこ聴いてはいるんですよ。なんとなーくですけど。最近もけっこうそれが続いてるのかな[57]」と語っており、この曲の制作時に聴いていたクラシックの要素が、この曲の制作に反映されていることがうかがえる。なお、この曲とクラシック音楽の関連性について、kenは「（ストリングスの響きということ以上に）リズムが伸び縮みする感じというか。リズムの伸縮があって、音のレベルが変わる感じが。街で耳にするのは、ずっと一定のレベルのまんまで抑揚も少なめで、リズムもヨレてないものが多いでしょ？それに対してクラシックというのは、もうちょっとゆらゆらする感じがあるというか。それが楽しく聴こえて。そういう部分が重なってるのかもしれない[57]」と語っている。
また、kenはこの曲の構成について「最近なんかAメロ〜Bメロ〜Cメロ〜Dメロみたいな曲が多いなと思って、そこから抜け出したいってこと。「叙情詩」はよくサビと言われる部分で展開がいっぱいあるというか、ブロックが明確に分かれきらずに、変化を持っていけるような曲。AメロとBメロが一緒くたになってサビにつながるとか、3番まで書かないぞとか（笑）。そういう意味でこの曲はちょっとチャレンジでしたね[6]」と語っている。さらに、この曲のドラムアプローチについて、yukihiroは「懐かしのグランドビートがカッコ良くハマればいいんじゃないかなと思いながら、やりました。グランドビートも、昔から割と好きで聴いてたんで[60]」と述べている。また、tetsuyaはこの曲を聴いた際に「指弾きしか合わない[50]」と感じたといい、この曲のベース録りでは全編にわたりフィンガー・ピッキングで演奏している[50]。ちなみに弦編曲作業には、マイケル・ジャクソン、ホイットニー・ヒューストンなどの楽曲でアレンジやオーケストラの指揮を担当し、2001年に発表した「Anemone」の制作にも参加したジェレミー・ラボック（英語版）が担当している。
歌詞は、愛する人への想いを綴った手紙のような内容となっており、＜季節は色を変えて幾度巡ろうとも この気持ちは枯れない花のように揺らめいて 君を想う＞、＜夢なら夢のままでかまわない 愛する輝きに溢れ明日へ向かう喜びは 真実だから＞といった"永遠の愛"[12]を詠ったようなフレーズが歌詞に散りばめられている。また、この曲のタイトルには、歌詞のテーマを表すように、作詞者であるhydeの内面にある感情や情緒を表現した「叙情詩」というワードが付けられている。
この曲の作詞作業について、hydeは「（デモ音源を）聴いた瞬間に、歌ものとして自分でグルーヴが作りやすい曲だっていうのがすぐわかったんで、これは歌としていい歌が歌えるし、歌いたいなと。今までよりももうちょっと歌を聴かせられるようにしたいなって思った[61][62]」と述べている。また、hydeは「こういう曲が歌いたいと思っていた時にkenが持ってきてくれた曲がまさに「叙情詩」だった。だから詞もすぐに書けた」と作業がスムーズに進んだ旨を語っている。なお、yukihiroはこの曲がシングルの表題曲に選ばれた経緯について、「hydeがシングル化を希望したことが大きかった」とシングル発売当時のインタビューで述懐している[63]。
余談だがこの曲は、2007年に開催したホールツアー「Are you ready? 2007 またハートに火をつけろ!」の全36公演中35公演において、アンコールを含めたラストナンバーとして披露されている[注 4]。また、2011年5月29日に開催したライヴ「20th L'Anniversary LIVE」では、出だしのサビ部分のみア・カペラで歌ったアレンジでこの曲が披露されている。さらに、2012年3月から海外8ヶ国10都市で開催したライヴツアー「WORLD TOUR 2012」では、前奏にストリングス・パートを追加し、前年のライヴと同様に出だしをア・カペラにしたバージョンでこの曲を披露している。なお、2012年に開催したライヴツアーのマディソン・スクエア・ガーデン公演で、この曲をア・カペラで披露したときのエピソードについて、hydeは「公演の中で一番緊張した[64]」と述懐している。
この曲のミュージック・ビデオは、ルネサンス期、ロココ期などの西洋絵画を舞台とし、絵画の中にメンバーやエキストラを空間的にコラージュしたアーティスティックな映像に仕上げられている。この映像は2005年に開催された「平成17年度（第9回）文化庁メディア芸術祭」において、エンターテインメント部門 審査委員会推薦作品として上映されている[65]。また、この映像は音楽専門チャンネル『スペースシャワーTV』が主催した音楽賞「SPACE SHOWER Music Video Awards 06」の「ART DIRECTION VIDEO WINNERS」に選出されている。
4. TRUST
  - 作詞: hyde / 作曲: tetsu / 編曲: L'Arc〜en〜Ciel & Hajime Okano

シーケンシャル・ギターが効果的に導入された楽曲で、イントロでは打ち込みによるリズムが展開し、途中から生ドラムが加わり厚みが増していく楽曲構成となっている[49]。作曲者のtetsuyaは、この曲の制作を振り返り「"どうせtetsuはポップな明るい曲でしょ"って決め付けられる、こうだって決め付けられるってことが人一倍嫌いなんで。俺の何を知ってるっていうの？って。だからそこに対するアンチテーゼですよ、"TRUST"は[66]」と述べている。こういった思いから、明るいポップスとは対照的な楽曲を意識したうえで、アレンジ作業が行われている。なお、hydeはこの曲に関するインタビューで、作曲家としてのtetsuyaについて「ポップなシングルのイメージが彼にはあるけど、なんでもできる人だよ[5]」と述べている。
また、この曲には重なり合って響く印象的なコーラスが入っている。kenはこの曲のコーラスワークについて「自分の中でコーラスを裏テーマで考えてて。この曲を聴いた時にコーラスがいい感じになったらいいなと思って、それがうまくハマった[53]」と語っている。また、hydeは「この曲も結構ラルク・アレンジが入った曲じゃないかな？コーラスワークが複雑で詞を書くときややこしかった[5]」と述懐している。
ちなみにtetsuyaは、この曲のレコーディングで従来の担当パートであるベースに加え、ギターも担当している。tetsuyaが音源で弾いているギターパートは、デモ音源でもtetsuyaが弾いていたイントロのフレーズであり、kenに「tetsuがデモを作ってきた段階で入ってたフレーズで、その雰囲気が良かったから[42]」という考えがあり、音源に採用されることになった。ちなみに、2005年に本作を引っ提げて開催したライヴツアー「AWAKE TOUR 2005」でこの曲を演奏する際、tetsuyaはギターとベースが合体したダブルネックを用いている。なお、このライヴツアーでダブルネックを使用したのは、kenの提案がきっかけだったという。このツアーを振り返り、kenは「これはライヴでもtetsuが弾くべきだろうっていうことで、tetsuに"弾かない？"って言ったら、あのデッカいダブルネックが出てきた（笑）[42]」と述懐している。なお、tetsuyaがこのツアーで使用したダブルネックは「ESP tetsu ELT DOUBLE NECK」というシグネイチャーモデルで、1999年に製作されていたものだという[67]。
歌詞は「新たに生まれようとする命からの世界に対する問い掛け」がテーマとなっており、＜満たした水辺に響く 誰かの呼んでる声＞や＜手招く 光のらせん その向こうにも 穏やかな未来があるの？＞、＜喜びに抱かれて眠れるの？＞、＜争いの炎は消えたよね？＞といった、母親の羊水により外界から守られた胎児の視点で綴られたフレーズが歌詞に登場している。
作詞を担当したhydeは、この曲の歌詞について「結局この世界は変わってないわけだけど、次に新しい命が生まれるころには変わっていて欲しいなって気持ちに皮肉をこめて、この詞を書きました[53]」と語っている。なお、hydeはこの曲をライヴで披露する際、歌詞の最後にある＜きっと夢のような世界＞というフレーズを、＜僕は生まれていいの？＞に変えて歌うことが多い。
ちなみにこの曲は、2005年に本作を引っ提げて開催したライヴツアー「AWAKE TOUR 2005」の後の公演において、長きにわたり演奏されていなかったが、2015年に開催したライヴ「L'Arc〜en〜Ciel LIVE 2015 L'ArCASINO」で約10年ぶりにライヴ演奏されている。
5. Killing Me　
  - 作詞・作曲: hyde / 編曲: L'Arc〜en〜Ciel & Hajime Okano

2005年1月に25thシングルの表題曲として発表された楽曲。
ギター、ベース、ドラムというオーソドックスなスリーピースバンド編成のサウンドで構成された疾走感あるロック・ナンバー。作詞・作曲を担当したhydeは、この曲の制作イメージについて「作り方は（ソロ名義で発表した）「HELLO」とかとすごく似てて、全編サビのような感じで。たたみかけるように行きたいなと思って[68]」「ツアー（「SMILE TOUR 2004」）やったんだけど、ライヴってメジャーコードで速い曲とかで盛り上がるじゃないですか、どうしても。そこに、新しいナンバーをぶち込みたかったんですよ。だからライヴを想定して作った感じですね[69]」と語っている。
ただ、hyde曰く、L'Arc〜en〜Cielでこの曲をレコーディングするにあたり、苦労が多かったという。この曲の制作を振り返り、hydeは「誰にも理解されなかった感じっていうか、そもそもこの曲自体がすごく難しかった。僕的にはかなり素直に作ったつもりだったんだけど…[70]」「知識やコードのスケールとかがちゃんと入ってる人からすると、どのコードで歌ってるのかわかんなくって、間違ったほうで聴いてるとサビが沈んで聞こえる、っていう状況があった[70]」「kenもリズム的に、どうやっていいかわかんないみたいで[70]」と述べており、制作が難航し、アレンジが二転三転したと振り返っている。ちなみにレコーディングの際には、コード進行が似ているという理由から、ガンズ・アンド・ローゼズのような1980年代のLAメタル風のアレンジにする案もあがったというが、結局このプランは白紙化されている[70][71]。
この曲の出来栄えについて、hydeは「俺の好みで作っても、それはそれなりによかったとは思うんですけど。こうやって長い遠回りをすることが曲の経験になったし、その中でみんなの懐が見えたりもした[71]」「最終的にすごくオリジナリティのあるロックンロールになったんで、そういう意味では回り道もよかったなあと、今になっては思いますね[71]」とシングル発売当時のインタビューで述べている。
ちなみにhyde曰く、作詞作業もオケの制作と同様に難産だったといい、hydeは「タイトル以外は何も出てこなくて。たぶんそこに縛られちゃったんでしょうね、「Killing Me」って言葉に[71][72]」と述べている。歌詞は、一見平和と思える社会に潜む問題や、それを見て見ぬふりしている人々について綴っているという[8]。hydeは本作発売年に受けたインタビューの中で、歌詞のテーマについて「戦争とかが延々と続いててっていうのはもう今回のアルバムの中でずっと僕のアタマにあるテーマなんだけど。戦争がずーっと続いてて、核ミサイルとかみんな持ってて、"え、誰がそのボタン押すの？"みたいな状況がある中で、なんかそういうのを無視して―― まあエイズもそうだけどさ。エイズって、ほんの何年か前まではすごい話題になったけど、もうそういうのを無視して、楽しい目先のことに向かってるでしょ。僕も含めてね。…そういうのってずっとあるなあと思ってて。人って快楽のほうにどんどん行っちゃうから。"もう、そういうのは置いとこうよ。今はこっちが楽しいんだから"っていう、その今の状況下での愛って何だろうな？っていうようなことが、グチャグチャになって入った曲[72][73]」「日本はたまたま大きなテロとかはないけど、それでも未来が明るいなんて全然思えないし。誰かの指先ひとつで地球が終わるのを、みんな知らないふりしてるでしょ。楽したいから。そういう世の中の状況と愛についてのことがごっちゃになった感じですね」と語っている。
こういったhydeの想いを反映し、歌詞には＜胸の風穴はもう 施しようも無い 愛さえ零れて落ちる＞や、＜掲げた正義を旗めかせ 地の果てまでも塗りつぶせ＞、＜無邪気に笑うのさ 知らないふりで 指先に転がる未来＞といった抽象的かつ比喩を重ねたようなフレーズが随所に取り入れられている。
また、hydeはこの曲の作詞作業において、2004年公開の映画『下弦の月〜ラスト・クォーター』に出演した際に自身が演じたキャラクター、アダム・ラングを意識したという[74]。hydeはシングル発売当時のインタビューで「『下弦の月』の映画でいろいろプロモーションしてたんですけど、その時自分で発してた言葉で、"このアダムってキャラクターはこういう奴なんじゃないかなー"とか自分で言ってたことがヒントになって[72]」「僕はハッピーエンドが好きなんだけど、どっか空虚なところがあって。空虚っていうか、冷めたところ？最終的には愛に包まれたいけど、"愛なんて、どこにあるのかな"と思ってる自分がいて。んー…愛って、何て言うんでしょう…死ぬまでわかんないと思うんですよ。実際の本当の愛っていうのは。で、死ぬ時に初めて"あ、これは愛だったんだ"って、"少なくとも俺はここで終わるから、ここまで続いたってことはこの愛は永遠だったんだな"って思えるけど、今、ここにいるマネージャーに"愛してるよ"って言われても、"え？今愛してるかもしんないけど、明日にはわかんないし、誰にもわかんないし"って思ってる自分がいて。そういうところがヒントになってる[72]」「映画でのアダムっていう人間も、人を好きな状態で自分が死んじゃったんで、死後も永遠にずーっとその人を思い続けてるって印象を僕は持っているので。なんで、永遠の愛っていうのはそういう方法しかないのかなあっていう疑問ですね。それがテーマになってる[72]」と、映画からインスピレーションを受けたことを語っている。さらに、hydeは同インタビューで「僕はどっか物理的っていうかな、現実的に"じゃあ、どれが愛なの!?"って思っちゃうから（笑）。"死ねば永遠"なのかなって、そういうひとつの結論[72]」と語っている。
上記のように、愛という概念や社会に対するhydeの様々な思いが込められたリリックになっており、これは本作のひとつの大きなテーマとなっている。そのため、この曲の歌詞は、hydeの中にあった内省的なテーマを綴った、アルバムの序章の楽曲といえる仕上がりとなっている[73]。なお、hydeは本作発売時に受けたインタビューで、この曲について「これは書き始めで、幹の片鱗はあるんですけど、わけわかんないです（笑）[53]」「アルバムの中でほかの詞と合わせて聴いた方が、まだまとまりがあるように感じられるかな[53]」と語っている。
6. AS ONE
  - 作詞・作曲: hyde / 編曲: L'Arc〜en〜Ciel & Hajime Okano

L'Arc〜en〜Cielの楽曲では珍しいラウドでメタリックなナンバー。作詞・作曲を担当したhydeは、この曲について「徹底的にハード・コアをやろうと（笑）。みんな大好きじゃんっていう（笑）。うちのメンバーとかも大好きなはずなのに、なかなかそういう曲がないな〜と思って。だから、次のアルバムでは、こういうの絶対やろうって思ってた[3]」と述べている。また、2004年に行ったライヴツアー「SMILE TOUR 2004」で全国をまわっていた頃に、たまたまスリップノットの映像を観たkenが「こんな曲やりたい[5]」と言っていたことが、この曲を作るひとつのきっかけだったとhydeは語っている[5]。ちなみにkenは、hydeが作ってきた音源を聴いたときのエピソードについて「できてきた時に"えらいハードな曲を書くな、hyde!?"とか思ってたんですよ。そしたらhydeに"kenがハードな曲やりたいってツアーの時言ってたからこれ書いたのに！"って言われてすごい恥ずかしかった記憶がありますね（笑）[53]」と本作発売当時のインタビューで語っている。
なお、この曲のデモ音源を聴いたyukihiroの第一印象もスリップノットだったといい、ドラムのアプローチも同バンドを意識したという[49]。この曲のドラム録りについて、yukihiroは「hydeにもたぶん話してたと思うけど、これはもう、スリップノットだなって思って（笑）。こういう曲はやっぱり、ドラマーとしては特にやり甲斐がありますよね[50]」と語っている。また、この曲にはyukihiroによるスクラッチが採り入れられている。L'Arc〜en〜Cielの楽曲にスクラッチ音が採り入れられたのは、リミックス音源を除くと、1999年に発表したアルバム『ark』に収録された「Cradle」以来となる。
さらにkenは、この曲のギター録りにおいて、久々にギブソン・レスポールを弾いており、アンプは新たにディーゼル社のものを導入している[6]。なお、ken曰く「最近マーシャルとストラトでずっとやってきたから、そこから脳ミソをちょっと変えて音選びしたい[42]」という思いがあったといい、本作を制作するうえでギターアンプを何台か使い分けることにしたという[42]。
歌詞のテーマは、hyde曰く「同じ過ちを繰り返す人間の歴史に対する思い」だという。また、この曲を制作するうえで、hydeは意識的にメロディをキャッチーにしようと思っていたというが[3]、「これ以上（聴き手に）歩み寄る必要もない[3]」という考えにより、1コーラスと2コーラスの冒頭の歌詞を除き、ほぼすべて英語で歌詞が綴られることとなった[3]。
7. My Dear
  - 作詞・作曲: hyde / 編曲: L'Arc〜en〜Ciel & Hajime Okano

キーボードの音色やサンプリングを大々的にフィーチャーしながらも人間味のあるグルーヴが特徴的な、儚かさのある楽曲。この曲のデモ音源は、本作の10曲目に収録された「Ophelia」と同様に、2001年にhydeがソロ名義で発表した1stアルバム『ROENTGEN』に収録するつもりで制作されており、『ROENTGEN』の続編に収録する予定でいたという[17]。
L'Arc〜en〜Cielでこの曲のレコーディングをするにあたり、kenが中心となってアレンジ作業を進めている[75]。また、シンセサイザーとサンプラーのプログラミングはyukihiroが担当している。アレンジ作業の方向性について、kenは「この曲は後半に行くにしたがってモーフィング（例えば2人の人物の顔写真から中間の顔をつくり出したりするような、コンピュータによる画像処理）するように曲の雰囲気がどんどん変わるようになりたいなってアレンジしました[53]」と語っている。なお、この曲のアレンジ作業を通じ、hydeは「バンドの化学反応の凄さを感じた」という。本作およびこの曲のアレンジについて、hydeは「今気づいたわけじゃないけど、改めて思うみんなのセンスの良さっていうのはありましたね。ギターとかのアドリブで入れて行くフレーズにしても凄く感動することがあるし。それはベースもドラムもそうだし。こんなセンスのいいバンドって他にいるのかなって思いますよね。僕が聴いたこともない、知らないセンスが、みんなから出て来るんですよね[76]」「"My Dear"なんて特にそう、ああいうアレンジは俺にはできないなって思った。俺がやってたらもっと普通になってたと思う[76]」と述べている。ちなみに、yukihiroは「この曲がアルバムの中で特にお気に入り」と述べている[75]。yukihiroは本作発売当時のインタビューで、この曲について「僕、この曲がアルバムの肝だろうなと思ってるんですよ、個人的には[75]」と語っている。
また、yukihiro曰く、この曲のレコーディングでは、特に音色にこだわっていたという。そのため、この曲のドラム録りでは、細い木の束を30本ほど纏めたスティックと、同タイプのキックのビーターを使用しており、他の収録曲とは音色を変えて演奏している[75]。
なお、この曲にはkenのギターの音がほとんど入っていないが、実はかすかに聴こえるギターを弾いている[42]。ken曰く「レコーディングでは、かすかに聴こえるギターも弾いたんだけど、再現性のないことをやってた[42]」といい、この曲をライヴで披露する際にどのパートを自分が担当するか悩んだという[42]。結果的に、2005年に開催したライヴツアー「AWAKE TOUR 2005」ではギターを持たず、レコーディングで担当していなかったコーラスを担当している。ただ、2008年に行われたライヴツアー「TOUR 2008 L'7 〜Trans ASIA via PARIS〜」ではhydeの発案により、kenはキーボードを演奏している。さらにこのライヴツアーでは、原曲には無かったギターパートを新たに追加し、ギターも担当することになった。
また、2011年にはkenプロデュースのもと、共同アレンジャーに富樫春生を迎え、この曲をアコースティックなサウンドにリアレンジしたバージョンが発表されている。このアコースティックバージョンは、39thシングル「CHASE」に「My Dear -L'Acoustic version-」として収録されている。このバージョンは、曲前半ではアコースティックピアノ主体のアレンジだが、2番が終わると一転し、原曲では使用されていないギターフレーズを含め、バンドサウンドが入ってくる構成になっている。このバージョンのアレンジ作業について、プロデュースを担当したkenは「（原曲は）最初、hydeがピアノでデモを作ってたんじゃないかな。それで、のちにチェンバロかなんかに変わったんですけど。今一度ピアノにして、より静けさと広さを感じたいなと。あとは暴力的なところを感じたいなと思って。そういう方向にいくようにアコースティックアレンジしましたね[77]」と述べている。また、yukihiroは通常22インチのバスドラムを使用しているが、このバージョンのドラム録りでは26インチのバスドラムでキックを踏んでいる[78]。さらにこのバージョンでは、曲の雰囲気に合わせるため、hydeがボーカルを録り直している。
8. EXISTENCE
  - 作詞: hyde / 作曲: ken / 編曲: L'Arc〜en〜Ciel & Hajime Okano

無責任に突っ走れるハードな路線を意識して制作された楽曲で[53]、ソリッドなギターが印象的なバンド・サウンド全開のロックナンバーとなっている[75]。作曲者であるkenはこの曲について「このテンポで表現できる疾走感を出せればと思っていた[79]」「現時点で自分の中でいいことかどうかはわかんないですけど、"EXISTENCE"と"叙情詩"、どっちも今の自分の枠に入ってるんですよ[80]」と述べている。
また、kenは同インタビューで、アルバムを制作していたときの心境について「今までは自分の枠からもはみ出そうとしてた気がするんです。じゃあ誰の枠だよ？っていうこともあったと思うんですよ（笑）。そういう意味で、今はいい感じになってますね。でも、早くも枠を外れたがってる自分がいるから（笑）、なんて扱いにくい奴なんだって思います。まぁ、みなさんそうだと思うんですけど、人間は適度に遊ばせてやんなきゃいけないでしょ。で、適度に締め付けてやんないといけない。適度に悩んで適度に吞んでってしないと回っていかないじゃないですか。うーん、人間って面倒くさいなと思いつつ、このアルバム作ってる間はそんな天の邪鬼にならずに素直にいられたんですね[80]」と語っている。
この曲は、1拍半ごとに別のノートへと移行するギターリフが印象的なアプローチがとられている[81]。kenは制作を振り返り「最初のリフのちょいF#mだけどFも使う感じの中で、上の方のフレーズを成り立たせる感じの妙。ソロ前では、上のフレーズが一緒だけどルートを変えて。ソロの中で転調して戻して歌、みたいなトライをした[79][82]」と語っている。ちなみにtetsuyaは、この曲の印象について「イントロのギターはすばらしいですよね。すごいと思う、それに尽きる[50]」と述べている。
なお、yukihiroはこの曲のドラム録りに苦労したという。この曲のリズムに関し、yukihiroは「速いんだか遅いんだかって感じの8ビートなんですよ。きっと8ビートに対する捉え方だと思うんですね。kenの8ビートってテンポ感が不思議なんですよ。僕はもう前へ前へ前へ！みたいな感じなんですけど、kenはもっと落ち着いたところがありつつ、でもテンポはそれなりにあるというところで。いつも難しいです。速い8ビートの曲に対する捉え方が、kenは面白い[75]」と語っている。
作詞を担当したhydeは、この曲のオケを聴いた時の印象について「聴いた瞬間、怒ってるなぁ、この曲っていうイメージがわいたんですよ[53]」と述べている。このイメージを踏まえ、hydeは「何か怒ることあるかなぁと思って、眠れない時のことを詞にしよう[53]」と考えたという。
ちなみにこの曲は、2012年に開催したファンクラブイベント「LE-CIEL Presents ハワイ アン シエル Special Live」の後の公演において、長きにわたり演奏されていなかったが、2024年2月から開催したライヴツアー「ARENA TOUR 2024 UNDERGROUND」で約12年ぶりにライヴ演奏されている。
9. 自由への招待　
  - 作詞: hyde / 作曲: tetsu / 編曲: L'Arc〜en〜Ciel & Hajime Okano

2004年6月に24thシングルの表題曲として発表された楽曲。
疾走感と清涼感のあるギターのサウンドが魅力的なポップ・ロックナンバー。作曲を担当したtetsuya曰く、2003年に開催したライヴ「Shibuya Seven days 2003」に向けたリハーサルの合間に、この曲の制作が始まったという[20]。この曲の制作を振り返り、tetsuyaは「リハで昔の曲ばっかりやっていて飽きてたところもあったので、新曲でも作ろうかなって。それで、リハのスタジオで作ったのが始まりでしたね[20]」「原曲をつくったのは、「Shibuya Seven days 2003」のリハの時。yukihiroと俺が2人だけでスタジオに入ってる時に昔の曲ばっかり練習してるのに飽きて、新曲作ろうかな？と思って俺がギターの弾き語りで2人で軽くつくったのがいちばん最初。yukihiroは覚えてないかもしれないけど（笑）[50]」と述懐している。
また、久々のL'Arc〜en〜Cielでの楽曲制作ということもあり、tetsuyaは「イントロから"久しぶりのL'Arc〜en〜Ciel"を感じられる曲にしたかった」という[83]。そのためこの曲は、tetsuyaが作曲を担当したL'Arc〜en〜Cielの楽曲らしい、疾走感溢れるポップでキャッチーなロックナンバーに仕上げられている。なお、tetsuyaはこの曲を「活動再開後の第一弾シングルにしたい」と考えていたという[83]。ただ、結果的にバンド活動を再開した直後に発表したシングルの表題曲には採用されず[83]、さらに2004年3月に発表したアルバム『SMILE』への収録からも漏れている[83]。
ちなみにkenも、tetsuyaと同様に、この曲について「ある種L'Arc〜en〜Cielらしい曲[84]」と述べている。kenはこの曲の印象について「「Driver's High」とかの頃より、俺はもっと前の段階なラルクな気がするんですね。もっと前のラルクと「Driver's High」ぐらいが足されたものかなみたいな。メロディーとかそういう話じゃなくて、匂いとしてはそういうものかなあって思ってましたね[84]」と述べている。
また、kenは、この曲のギターアプローチについて「『SMILE』というよりは、それ以前の感じでやってる。アンプがレクティファイアーで歪みがケンタウルスだったから、ファズじゃないよね。弾いてる内容も、前のイメージ。ヴォイシングも、下に積んでいく感じではない[85]」「（この曲の）伸びやかなフレーズを弾く時は、ふたつくらい前のアルバムの自分のフレーズを思い出して弾いてましたね。この伸びやかなフレーズも「Driver's High」とかの後は、やってない気がするんで[84]」と語っている。ちなみにtetsuyaは、この曲のサビの裏メロで、6弦エレクトリックベースのフェンダー・ベースVIを弾いている[21]。
歌詞は、タイトルにも表れているように、自由を求めて奔走するような内容のリリックが綴られている。こういったリリックがのせられたのは、作詞を担当したhydeがこの曲の作詞作業をしていたころに、自身のソロ活動とL'Arc〜en〜Cielのレコーディングを並行して行っていたため、かなり多忙だったことが影響している。hydeは歌詞のイメージについて「忙しいから自由が欲しい。それを素で歌ってるだけ（笑）。それを一番冗談ぽく書いた[86]」「自由が欲しい、その扉しか自分の中で開かない（笑）、みたいな感じです[86]」と述べている。また、この曲の歌詞では韻を踏んだようなフレーズが随所に登場するが、このことについてhydeは「キャッチーな曲って、ラフさがいいのかなあって気がしてて。考え込んで詞を書くと、曲に合わない感じがするんですよ、何となく。だから、いい意味でラフさが出る方が、曲に合った詞が書けるんじゃないかなって[86]」と語っている。
余談だが、この曲の仮タイトルは「ハンバーグと目玉焼き」と名付けられている。この仮タイトルは、作曲者であるtetsuyaが付けており、この曲の原型が生まれた日にtetsuyaが食べていた昼食に由来している[87]。なお、仮タイトルに関するエピソードは、日本テレビ系音楽番組『速報!歌の大辞テン』に出演した際のトークコーナーなどで明かされている[88]。
10. Ophelia
  - 作詞・作曲: hyde / 編曲: L'Arc〜en〜Ciel & Hajime Okano

ピアノとフリューゲルホルンで始まるジャズ・テイストの漂うクールなナンバー[75]。この曲のデモ音源は、本作の7曲目に収録された「My Dear」と同様に、2001年にhydeがソロ名義で発表した1stアルバム『ROENTGEN』に収録するつもりで制作されており、『ROENTGEN』の続編に収録する予定でいたという[17]。作詞・作曲を手掛けたhyde曰く、ソロアルバムに収録することを想定し制作していたときは、「サビで高い声を張る曲ではなくて、もっとじわじわ来る感じの曲にしたいな、と。イメージしてたのはそれぐらい[3]」「5度くらい下で歌うように作ってた[75]」という。
L'Arc〜en〜Cielでこの曲のレコーディングをするにあたり、ライヴで演奏することを想定し、キーを上げ、盛り上がりを意識したアレンジに変更されている[3]。この曲のギター録りについて、kenは「これはhydeが打ち込みでつくってきて、最初からピアノでコード感があったんで、ギターでコードを説明しなくてもよかったんで、アコギを無責任に弾けて面白かったです[53]」と述べている。
ちなみにこの曲のベースは、プリプロダクションで録ったテイクを採用している[89]。なお、このベース音はtetsuyaがラインの回線を間違えて歪ませた結果、意図せず出たサウンドだという[89]。この曲のベースサウンドについて、tetsuyaは「アンプの音をひずませるつもりが、俺ライン（ベースからの直接の出力）の方をひずませてたみたいで。普通ラインは素の音を録るんですけど、ひずんでる音しかない！アンプもひずんで、ラインもひずんで。でも結果それがあの音になってる。そうしないとあの音にならなかった（からプリプロのテイクを採用した）[89]」と語っている。ベースを弾いたtetsuya自身、この曲に思い入れがあるようで、本作発売当時のインタビューで「このアルバムの中でいちばんすごいベースな気がしますね。よくあれを2、3回の演奏で、1回も間違えずに最後まで弾けたなって[50]」「プリプロのテイクをそのまま使おうってなった時に間違った箇所があったら直せないじゃないですか？音も変わってるし、スタジオも変わっちゃってるし。だからあぁ〜よかった〜って。自分で弾いたもんだけど、もう二度と弾けない[50]」と語っている。
また、歪んだベースサウンドは、エレクトロ・ハーモニックス社のエフェクター「Electro-Harmonix Graphic Fuzz」のヴィンテージ品を用いて演奏している[21]。余談だが、tetsuyaはこの曲以外でも、様々なヴィンテージ機材をベース録りやライヴで使用することが多い[21]。その理由について、tetsuyaは「グラフィック・ファズにしてもヴィンテージとリイシューでは全然音が違うし、それに簡単に真似されるのが嫌な人なんですよ。だから、なかなか手に入らないもののほうが嬉しいってところもありますね。"俺と同じ音は作れないでしょ"って[21]」と語っている。
この曲の仕上がりについて、hydeは「富樫（春生）さんのピアノと三宅（純）さんのトランペットがグー。平均年齢がぐっと上がって大人になりました[5]」「熟練したミュージシャンのセッションが、最高にカッコよかったです[53]」と語っている。ちなみにこの曲をライヴで披露する際は、三宅純が担当しているフリューゲルホルンのパートを、hydeがサックスで演奏している。また、yukihiroはこの曲の印象について「キーボード的にもデヴィッド・シルヴィアンのやつとか、そういう感じが出てます[90]」「ちょっとジャズな感じなんで、そういう雰囲気が出るように叩いて。…この曲も好きですねぇ[90]」と述べている。
なお、この曲のタイトルは、ウィリアム・シェイクスピア作の悲劇『ハムレット』に登場する、ハムレットの悲恋の相手であるオフィーリアから取られている[53]。この曲のリリックについて、hydeは「曲の中で誰かの名前を言いたいなと思って、ありがちなんですけど『ハムレット』から取りました[53]」と述べており、この曲のサビではオフィーリアに呼びかけるように歌っている。
ちなみにこの曲は、2005年に開催したライヴツアー「AWAKE TOUR 2005」の後の公演において、長きにわたり演奏されていなかったが、2024年2月から開催したライヴツアー「ARENA TOUR 2024 UNDERGROUND」で約19年ぶりにライヴ演奏されている。
11. 星空
  - 作詞・作曲: hyde / 編曲: L'Arc〜en〜Ciel & Hajime Okano

平和への祈りに満ちた、荘厳で雄大なバラードソング[91]。作詞・作曲を担当したhyde曰く、イラク戦争のニュースをテレビで観たことが楽曲制作のきっかけになったといい、この曲の原型はテレビ画面に映った戦地の子どもたちをイメージし[5]、ギターを弾きながら制作されている[3]。この曲のレコーディングでは、yukihiro曰く、hyde、ken、tetsuyaから様々なリズムパターンの案があがったという。ドラム録りを振り返り、yukihiroは「思い出したくないほどハマりました、レコーディングで。タムを使ったフレーズにしようとか、アイデアが3人からどんどん出てきて（笑）。自分の中にないものだから難しいんすよね、自分の体に染み込ませるまでが。あとテンポもあるんで、そのテンポの中で自分のグルーヴを出しながら体にないようなリズムをやるっていうのは、本当に難しい[75]」と制作を述懐している。
歌詞は、曲の着想を得た経緯を踏まえ、戦場となった街で暮らす子供たちを想ったリリックが綴られている。また、歌詞の中には＜揺らめく陽炎は夢の跡 闇を恐れて眠り行く街＞や、＜I have lost everything to bombs＞のような、戦争を想起させるワードを含んだフレーズが登場している。hydeは、この曲の作詞作業を振り返り「"爆弾"っていう言葉も使ってるくらいすごくストレートな詞なんですけど、そのくらいの方が曲に魂が入る気がして。それで、あえてちょっとキツイ言葉を選びました[53]」と述懐している。
また、hydeはこの曲にタイトルを付けるにあたり「すごく悩んだ」と述べている[3]。このタイトルに決めた背景について、hydeは「希望があるっていうか、この物語に出てくる少年は、あまり好ましくない状況にいるんだけど、星空に夢を抱いてるっていうかね。歌詞の内容が、そういう設定になっていたので、このタイトルがいちばんグッとくるかなーと思って。で「星空」にしました[3]」と語っている。
なお、hydeは、タイトルに使われている「空」のイメージについて「僕が"空"っていうもので使用してるのって、絶対的な存在とか未来とかそういうイメージが大きいと思う。疑問からくる願いっていうのかな。そういうのの答えを"空"に求めてる気はします。答えなんてないだろうなっていう冷めた部分もあるし、でも答えてほしいなっていう部分もある。複雑ですけど、気持ちの捌け口がそこしかないみたいなとこかなぁ、"空"って[75]」と語っている。
ちなみにこの曲は、ライヴにおいて公演の最後を締める位置で披露されることが多い。これまでに2005年に本作を引っ提げて開催したライヴツアー「AWAKE TOUR 2005」や、世界7都市で開催したライヴツアー「TOUR 2008 L'7 〜Trans ASIA via PARIS〜」において、アンコールを含めたラストナンバーとして演奏されている。
12. twinkle, twinkle
  - 作詞・作曲: ken / 編曲: L'Arc〜en〜Ciel & Hajime Okano

アルバムのラストを飾る希望と幸福感に溢れたポップソング[92]。yukihiroは、アルバムの曲順決めを振り返り「この曲が締めっていう曲順しかないだろうと思ってました[50]」と語っている。
作詞・作曲を手掛けたkenは、この曲の制作イメージについて「ボルティモアとかでライヴしたり、"SMILEツアー"で回ってみたりして、このぐらいのテンポの曲をやってみたいなと思って書いてみました。子供も混じれる、おじいちゃんおばあちゃんも混じれる盆踊りって感じですね[53]」と語っている。また、kenは本作発売当時のインタビューで「喜怒哀楽の部分でいうと、以前は怒と哀の部分ばかりでものごとを考えて曲を作ってたからね。ファンに対しても、ちょっと気分が変わってるのかもしれないですね。勝手な想像なんですけどね、古くから聴き続けてくれてるファンとは、普通に曲好きだよっていうの以外の感覚が生まれてるような気がしちゃったりしてて。そういう気分が乗った曲と詞を伝えたいなっていう気持ちがどんどん出て来てますね[93]」と自身の楽曲制作の姿勢の変化について語っている。なお、tetsuyaはこの曲について「この曲はkenらしいなぁと…。こういう曲好きなんでもっと書いてほしい！[50]」と絶賛している。
ちなみにこの曲のドラム録りでは、yukihiro曰く、kenから「スマッシング・パンプキンズのドラマーが叩いているような感じ」というリクエストがあったという[90]。yukihiroはこの曲の制作を振り返り「最初聴いた時にはハードロックみたいな曲になっちゃうのかなあと思ってちょっと心配だったんですけど、やっぱりラルクでやるとそうはならなかったですね[50]」と本作発売当時のインタビューで語っている。
さらにtetsuyaは、この曲のレコーディングで、終始スラップでベースを演奏している[20]。この曲のベース録りを振り返り、tetsuyaは「もう少し派手にしようとしたら"もうそれ以上やるな"って（共同プロデューサーの）岡野（ハジメ）さんに言われて（笑）。"それくらいが一番いいんだよ"って[20]」と述懐している。
歌詞は、反戦メッセージ色の強いアルバムの最後を締め括るような、前向きな希望を感じさせるリリックに仕上げられている[94]。作詞を担当したkenは、歌詞のイメージについて「"いろんなことがあっても何かいいことあるさ。お星様は変わらずそこにいるよ"」と述べており[95]、歌詞の中には＜夢は 儚き夢は まだその眼に熱を伝えているの？ 空に この手を今空へ 届かないまま翳してみよう＞、＜零れてゆく 星の涙は 消えてゆくけど ほら また一つ 生まれ来る＞といった、前向きさや未来への希望を含んだようなフレーズが登場している。また、kenは作詞作業を振り返り「まだ自分の中ではどの道がいちばんいいのか、今後何をどういうふうに作ったり弾いたりしたらいいのか、まだわかりかねてるんですけど。そんな中でもこのレコーディングのタームは優しい気分で、信頼という言葉を感じながら作れたと思います。そんな歌詞です[75]」と述べている。なお、kenの手掛けた歌詞を読んだhydeは「曲もそうだけど詞も人を表すね。彼らしい頭の良さとラフさを感じました[5]」と感想を述べている。また、yukihiroは、kenが書いたこの曲の歌詞について「曲の中の＜Get it on!＞（というフレーズ）がいいですよ。最初びっくりしましたよ、"マジで!?"って（笑）。"ヤッベー、カッコいい!!"って思いましたね。やったよぉ！って感じでしたね（笑）。kenの書く歌詞がそう来るとは思ってなかったんで[96]」と絶賛している。
ちなみにこの曲は、2005年に本作を引っ提げて開催したライヴツアー「AWAKE TOUR 2005」の後の公演において、長きにわたり演奏されていなかったが、2018年に開催したライヴ「L'Arc〜en〜Ciel LIVE 2018 L'ArChristmas」で約13年ぶりにライヴ演奏されている。
13. HEAVEN'S DRIVE (live at Yoyogi National Stadium June 26, 2004)
  - 作詞・作曲: hyde

米国盤のみに収録されたボーナストラック。2004年に開催したライヴツアー「SMILE TOUR 2004」において、6月26日に行った国立代々木競技場 第一体育館公演で披露した「HEAVEN'S DRIVE」のライヴ音源となっている。

## クレジット
フィジカルアルバムに付属するブックレットより転載。日本語表記が確認出来ない部分に関しては原文ママとする。
- hyde：Vocal
- ken：Guitar
- tetsu：Bass
- yukihiro：Drum

| New World - L'Arc〜en〜Ciel & 岡野ハジメ：Arranged - yukihiro：Keyboard & Beat Programming, Tambourine - 原裕之：Recorded, Mixed LOST HEAVEN - L'Arc〜en〜Ciel & 岡野ハジメ：Arranged - 菅原弘明：Keyboard Arrangement, Keyboard & Programming - ken：Keyboard Arrangement - 比留間整：Recorded, Mixed 叙情詩 - L'Arc〜en〜Ciel & 岡野ハジメ：Arranged - Jeremy Lubbock：Strings Arrangement, Conductor - Charles Bisharat：Violins - Darius Campo：Violins - Joel Derouin（concertmaster）：Violins - Armen Garabedian：Violins - Berj Garabedian：Violins - Patricia Johnson：Violins - Peter Kent：Violins - Miran Kojian：Violins - Anatoly Rosinsky：Violins - Shari Zippert：Violins - Marilyn Baker：Violas - Denyse Buffum：Violas - James Ross：Violas - Evan Wilson：Violas - Larry Corbett：Cellos - Emie Ehrhardt：Cellos - Suzie Katayama：Cellos - Dan Smith：Cellos - Earle Dumler：Oboe - ken：Keyboard & Manipulate - yukihiro：Tombourine - 比留間整：Recorded, Mixed - Malcolm Lurker：Recorded TRUST - L'Arc〜en〜Ciel & 岡野ハジメ：Arranged - tetsu：Sequential Guitar, Keyboard, Background Vocal - 岡野ハジメ：Keyboard - yukihiro：Beat Programming - 小池敦：Manipulate - 斎藤仁：Manipulate - ken：Background - 比留間整：Recorded, Mixed Killing Me - L'Arc〜en〜Ciel & 岡野ハジメ：Arranged - tetsu：Backing Vocal - 原裕之：Recorded, Mixed AS ONE - L'Arc〜en〜Ciel & 岡野ハジメ：Arranged - yukihiro：Beat Programming & Scratch, Percussion - 岡野ハジメ：Keyboard - 斎藤仁：Keyboard & Manipulate - 原裕之：Recorded, Mixed My Dear - L'Arc〜en〜Ciel & 岡野ハジメ：Arranged - 岡野ハジメ：Keyboard - ken：Keyboard & Manipulate - 斎藤仁：Keyboard & Manipulate - yukihiro：Synth & Sample Programming - 比留間整：Recorded, Mixed EXISTENCE - L'Arc〜en〜Ciel & 岡野ハジメ：Arranged - 岡野ハジメ：Keyboard - ken：Keyboard, Manipulate, Tambourine - 斎藤仁：Manipulate - 衛藤利恵：Background Female Vocal - 原裕之：Recorded, Mixed | 自由への招待 - L'Arc〜en〜Ciel & 岡野ハジメ：Arranged - tetsu：Six Strings Bass, Keyboard, Background Vocal - 岡野ハジメ：Keyboard, Autoharp - 斎藤仁：Manipulate - 小池敦：Manipulate - 比留間整：Recorded, Mixed Ophelia - L'Arc〜en〜Ciel & 岡野ハジメ：Arranged - 富樫春生：Acoustic Piano - 三宅純：Flugelhorn - 斎藤仁：Keyboard & Manipulate - 小池敦：Keyboard & Manipulate - 原裕之：Recorded, Mixed 星空 - L'Arc〜en〜Ciel & 岡野ハジメ：Arranged - 岡野ハジメ：Keyboard, Shaker - ken：Keyboard - 斎藤仁：Manipulate - 比留間整：Recorded, Mixed twinkle, twinkle - L'Arc〜en〜Ciel & 岡野ハジメ：Arranged - 岡野ハジメ：Keyboard - ken：Keyboard - 斎藤仁：Manipulate - 比留間整：Recorded, Mixed [Produce & Mastering etc] - L'Arc〜en〜Ciel & 岡野ハジメ：Produced - 岡野ハジメ：Directed - 大石征裕：Directed - Michiyo Kobayashi（DANGER CRUE,INC.）：Directed - Kazutaka Minemori（MASTER TONE）：Guitar and Bass Technician - Yoshiyuki Kawasaki（MOBY DICK）：Drum Technician - Nobuyuki Akani（DANGER CRUE,INC.）：Instruments Coordination - Akinori Kaizaki：Second Engineers - Keiji Kondo：Second Engineers (#9) - Steve Genewick：Assistant Engineers - Yuki Mitome：Assistant Engineers - Masahiro Shimbo：Assistant Engineers - Yoshiyuki Watanabe：Assistant Engineers - Anis：English Translation (#1,#3,#4,#7,#8,#11) - リン・ホブデイ：English Translation (#2,#6,#10) - Jun Umemoto：Overseas Coordination - ハウィー・ウェインバーグ（Master Disk N.Y.）：Mastered [Artwork etc] - モート・シナベル（vaporum）：Art Direciton & Design - Yoshihiro Nishioka：Photographer - 高見佳明：Styling - 荒木尚子（Octbre.）：Hair & Make - Kaichiro Shirai（Ki/oon Records Inc.）：Line Direction - Ki/oon Records Inc.：Record Company - Soh Fukuda - Toru Yamamoto - Atsuya Iwasaki - Yukiko Yamazaki - Hiroki Akagawa（SMD） - MAVERICK D.C.,INC.：Artist Management - Ken-ichi Iida（MDC） - Ryuichi Kato（DCI） - Nobuyuki Akani（DCI） - Shoji Suzuki（DCI） - Kiyoshi Fukushima（THEO） - Atsushi Fujiwara（THEO） - Yuko Takagi（MDC） - 大石征裕（MAVERICK D.C.,INC.）：Executive Producer - 中山道彦（Ki/oon Records Inc.）：Executive Producer |

## タイアップ
| 年     | 楽曲             | タイアップ                                                                  | 出典    |
| ------ | ---------------- | --------------------------------------------------------------------------- | ------- |
| 2004年 | 自由への招待     | ダイハツ工業「ムーヴカスタム Vセレクション」CMソング                        | [ 97 ]  |
| 2005年 | Killing Me       | テレビ朝日系番組『Matthew's Best Hit TV』エンディングテーマ                 | [ 98 ]  |
| 2005年 | New World        | 日本テレビ系プロ野球中継番組『1球の緊張感 THE LIVE 2005』上半期テーマソング | [ 99 ]  |
| 2005年 | 叙情詩           | 日本テレビ系番組『スーパーテレビ情報最前線』エンディングテーマ              | [ 100 ] |
| 2005年 | AS ONE           | GyaO『サッカープレミアム』イメージソング                                    | [ 101 ] |
| 2005年 | LOST HEAVEN      | 松竹配給映画『劇場版 鋼の錬金術師 シャンバラを征く者』エンディングテーマ    | [ 102 ] |
| 2005年 | twinkle, twinkle | 王子ネピア「nepia」CMソング（中国）                                         | [ 103 ] |

## 収録ベストアルバム
- 『QUADRINITY 〜MEMBER'S BEST SELECTIONS〜』 (#1)
- 『TWENITY 2000-2010』 (#1、#3、#6)
- 『WORLD'S BEST SELECTION』 (#1、#3)